# Saint-Jean-Bonnefonds
 Saint-Jean-Bonnefonds  es una población y comuna francesa, situada en la región de Ródano-Alpes, departamento de Loira, en el distrito de Saint-Étienne y cantón de Saint-Étienne-Nord-Est-2.

## Demografía
| 4585 | 4460 | 4943 | 6285 | 6412 | 6089 |
| Para los censos de 1962 a 1999 la población legal corresponde a la población sin duplicidades (Fuente: INSEE [Consultar]) |      |      |      |      |      |